# Pribeta
Pribeta (Hongaars:Perbete) is een Slowaakse gemeente in de regio Nitra, en maakt deel uit van het district Komárno.
Pribeta telt 3060 inwoners.
Het overgrote deel van de bevolking is Hongaar en behoort tot de Hongaarse minderheid in Slowakije. Het dorp is gelegen in het grote Hongaarstalige gebied op de noordoever van de Donau.